# Live in Gdańsk
Live In Gdańsk — концертный альбом Дэвида Гилмора. Этот релиз является частью проекта On an Island, в который входят альбом, турне, DVD, и концертный альбом. Выпущен 22 сентября 2008.
Альбом представляет собой запись последнего концерта тура On an Island 2006-го года, где Гилмор и его группа выступили перед 50.000 зрителей в Гданьской верфи, празднуя годовщину событий в Польше 1980 года. На концерте была исполнена песня «A Great Day for Freedom», написанная для альбома The Division Bell 1994 года. В последний раз она исполнялась в ходе тура 2002 года. В концерте принял участие симфонический оркестр Балтийской филармонии под управлением Збигнева Прайснера при участии польского пианиста Лешека Можджера.
Альбом дебютировал на десятой позиции английских чартов и на 26-й в списке Биллборда.

## Версии
Альбом Live in Gdańsk вышел в пяти различных версиях:
- 2-дисковый вариант, содержащий запись концерта на двух CD
- 3-дисковый вариант, включающий диски предыдущей версии и DVD, содержащий 114-минутную видеозапись концерта, а также 36-минутный документальный фильм
- 4-дисковый вариант, включающий диски предыдущей версии и DVD, содержащий шестиканальную версию альбома On an Island и 11 дополнительных видео из различных источников
- 5-дисковый вариант, включающий диски предыдущей версии и дополнительный CD, на котором находятся 12 треков, записанных на протяжении тура On an Island, а также коллекционные материалы (открытка, постер и т. д.)
- Издание на виниловых дисках

Для эксклюзивного распространения независимыми розничными торговцами, американская версия включает бонусный CD, содержащий трек «Wots… Uh The Deal?», недоступный в европейских изданиях.
Владельцы трех- и четырёхдискового издания альбома могут скачать содержимое пятого диска и песню «Wots… Uh The Deal?» с официального сайта музыканта при наличии DVD-диска в оптическом приводе или с помощью специального кода (для владельцев издания на виниловых дисках).

## Список композиций

### Издание на двух компакт-дисках
Стандартный двухдисковый вариант является самым простым изданием альбома, и представляет собой полную запись концерта в Гданьске, за исключением песни «Wot’s… Uh The Deal?»:

Диск первый
1. «Speak to Me» — 1:23
2. «Breathe (In the Air)» — 2:49
3. «Time» — 5:38
4. «Breathe (Reprise)» — 1:32
(из альбома The Dark Side of the Moon — Pink Floyd, 1973)
5. «Castellorizon» — 3:47
6. «On an Island» — 7:26
7. «The Blue» — 6:39
8. «Red Sky at Night» — 3:03
9. «This Heaven» — 4:33
10. «Then I Close My Eyes» — 7:42
11. «Smile» — 4:26
12. «Take a Breath» — 6:47
13. «A Pocketful of Stones» — 5:41
14. «Where We Start» — 8:01
(из альбома On an Island — David Gilmour, 2006)

Диск второй
1. «Shine On You Crazy Diamond» — 12:07
(из альбома Wish You Were Here — Pink Floyd, 1975)
2. «Astronomy Domine» — 5:02
(из альбома The Piper at the Gates of Dawn — Pink Floyd, 1967)
3. «Fat Old Sun» — 6:40
(из альбома Atom Heart Mother — Pink Floyd, 1970)
4. «High Hopes» — 9:57
(из альбома The Division Bell — Pink Floyd, 1994)
5. «Echoes» — 25:26
(из альбома Meddle — Pink Floyd, 1971)
6. «Wish You Were Here» — 5:15
(из альбома Wish You Were Here — Pink Floyd, 1975)
7. «A Great Day for Freedom» — 5:56
(из альбома The Division Bell — Pink Floyd, 1994)
8. «Comfortably Numb» — 9:22
(из альбома The Wall — Pink Floyd, 1979)

### Издание на трёх дисках
Трёхдисковое издание включает два диска, упомянутые ранее, и DVD, содержащий 114-минутную видеозапись концерта:
DVD (диск третий)
1. «Castellorizon»
2. «On an Island»
3. «The Blue»
4. «Red Sky at Night»
5. «This Heaven»
6. «Then I Close My Eyes»
7. «Smile»
8. «Take a Breath»
9. «A Pocketful of Stones»
10. «Where We Start»
11. «Astronomy Domine»
12. «High Hopes»
13. «Echoes»
14. «A Great Day for Freedom»
15. «Comfortably Numb»

Также диск содержит следующие материалы:
- Gdańsk Diary — 36-минутный документальный фильм.
- Возможность загрузки 12 бонусных треков и «Wot’s…Uh the Deal?».

### Четырёхдисковое издание
Издание на четырёх дисках содержит три диска, упомянутых выше, и следующий DVD:
DVD (Диск четвёртый)
- Шестиканальный вариант альбома On an Island (только аудио)
- Три новых джема из Барна, записанные в январе 2007 г.
  - «Barn Jam 166»
  - «Barn Jam 192»
  - «Barn Jam 121»
(Все три композиции написаны Дэвидом Гилмором)
- «Shine on You Crazy Diamond»
- «Wearing the Inside Out»
- «Comfortably Numb»
(Видеозапись исполнения в театре Mermaid 2006 г.)
- «On an Island»
- «High Hopes»
(AOL Sessions, 2006 г.)
- «The Blue»
- «Take a Breath»
- «Echoes (Acoustic)»
(Live from Abbey Road)

### Deluxe Edition
Deluxe Edition содержит два концертных CD, два вышеуказанных DVD и третий бонусный CD, на котором находятся 12 треков, записанных на протяжении тура On an Island. Эти 12 треков также доступны для скачивания владельцам трех- и четырёхдискового издания альбома в особом разделе официального сайта музыканта (требуется наличие диска в оптическом приводе компьютера или ввод специального кода для владельцев издания на виниловых дисках).
Диск пятый
1. «Shine On You Crazy Diamond» — 13:09
Venice, 12 August 2006 & Vienne, 31 July 2006
2. «Dominoes» — 4:53
(из альбома Barrett — Syd Barrett, 1970)
Paris, 15 March 2006
3. «The Blue» — 6:21
Vienne, 31 July 2006
4. «Take a Breath» — 6:43
Munich, 29 July 2006
5. «Wish You Were Here» — 5:17
Glasgow, 27 May 2006
6. «Coming Back to Life» — 7:10
(из альбома The Division Bell — Pink Floyd, 1994)
Florence, 2 August 2006
7. «Find the Cost of Freedom» — 1:27
 (из альбома 4 Way Street — Crosby, Stills, Nash & Young, 1971)
Manchester, 26 May 2006
8. «This Heaven» — 4:27
Vienne, 31 July 2006
9. «Wearing the Inside Out» — 7:32
(из альбома The Division Bell — Pink Floyd, 1994)
Milan, 25 March 2006
10. «A Pocketful of Stones» — 6:27
Vienne, 31 July 2006
11. «Where We Start» — 7:37
Vienne, 31 July 2006
12. «On the Turning Away» — 6:06
 (из альбома A Momentary Lapse of Reason — Pink Floyd, 1987)
Venice, 12 August 2006

Помимо этого издание содержит 24-страничный буклет, а также:
- Почтовую открытку
- Репродукцию билета
- Репродукцию пропуска музыканта и пропуска сотрудника персонала тура
- Двусторонний постер
- Гитарный плектр
- Семь фотографий